# Gwda Wielka (gromada)
Gwda Wielka – dawna gromada, czyli najmniejsza jednostka podziału terytorialnego Polskiej Rzeczypospolitej Ludowej w latach 1954–1972.
Gromady, z gromadzkimi radami narodowymi (GRN) jako organami władzy najniższego stopnia na wsi, funkcjonowały od reformy reorganizującej administrację wiejską przeprowadzonej jesienią 1954 do momentu ich zniesienia z dniem 1 stycznia 1973, tym samym wypierając organizację gminną w latach 1954–1972.
Gromadę Gwda Wielka z siedzibą GRN w Gwdzie Wielkiej utworzono – jako jedną z 8759 gromad na obszarze Polski – w powiecie szczecineckim w woj. koszalińskim na mocy uchwały nr 43/54 WRN w Koszalinie z dnia 5 października 1954. W skład jednostki weszły obszary dotychczasowych gromad Gwda Wielka, Gwda Mała i Dołgie ze zniesionej gminy Szczecinek oraz miejscowości Marcelin i Godzimierz wyłączone z miasta Szczecinka w tymże powiecie. Dla gromady ustalono 15 członków gromadzkiej rady narodowej.
1 stycznia 1958 z gromady Gwda Wielka wyłączono wieś Dołgie, włączając ją do gromady Drzonowo w tymże powiecie.
Gromadę zniesiono 31 grudnia 1959, a jej obszar włączono do nowo utworzonej gromady Szczecinek w tymże powiecie.